# Liste des interstate highways du Texas

Une carte de toutes les Interstate Highways dans le Texas

Cet article liste toutes les Interstate highways (autoroutes inter-États) maintenues par l'État du Texas. Le département des Transports du Texas (TxDOT) est l'agence d'État chargée de la maintenance du système des Interstate highways au Texas. Ce système couvre 5 203,7 km ; il comprend neuf autoroutes principales, six autoroutes auxiliaires et les deux branches (Est et Ouest) de l'I-35 qui desservent Fort Worth et Dallas. La plus courte d'entre elles est l'I-110 (1,4 km).
La construction des Interstate Highways du Texas commença en réalité avant même que ces routes ne soient désignées comme Interstate Highways. Une portion de 80 km de la Gulf Freeway (I-45) située entre Galveston et Houston fut ouverte en 1951, huit ans avant d'être désignée comme I-45 ; c'était la première voie express urbaine du Texas. En 1962, 69 km de l'I-35 ouvrirent dans le Comté de Bexar. Des portions de l'I-10 à l'ouest de San Antonio prirent beaucoup plus de temps à être construites en raison du manque de main d'œuvre locale et des distances concernées ; la plus grande partie de la construction de cette section eut lieu dans les années 1970, 1980 et fut achevée au début des années 1990. La section à l'est de San Antonio avait été terminée 20 ans auparavant, en 1972. L'ouverture d'une portion de 10 km de l'I-27 en 1992 acheva l'édification de la partie texane de l'Interstate Highway System.
Des plans sont en cours d'élaboration concernant une extension de l'I-69 au sud depuis son terminus actuel dans l'Indiana jusqu'à la frontière avec le Mexique, en passant par le Texas. Si elle était édifiée, l'I-69 s'étirerait sur 1 050 km dans le Texas, depuis la région de Texarkana-Shreveport à la frontière avec la Louisiane jusqu'au sud du Texas.

## Autoroutes inter-États principales
| Autoroute | Lieux traversés | Longueur                 | Description | Date d'établissement | Notes  |
| --------- | --- | ------------------------ | --- | -------------------- | ------ |
| I-10      | Comtés de El Paso, Hudspeth, Culberson, Jeff Davis, Reeves, Pecos, Crockett, Sutton, Kimble, Kerr, Gillespie, Kendall, Bexar, Guadalupe, Caldwell, Gonzales, Fayette, Colorado, Austin, Waller, Harris, Chambers, Jefferson et Orange | 878,6 miles (1,414.0 km) | L'I-10 entre dans l'État depuis le Nouveau-Mexique au nord-ouest d'El Paso, passant par l'Ouest du Texas, une région rurale, pour rejoindre San Antonio, où elle rencontre l'I-35 et l'I-37. Continuant à l'est vers Houston, où elle rencontre l'I-45, elle finit par entrer en Louisiane près d'Orange. L'I-10 est la plus longue Interstate Highway de l'État, et son Interstate Highway est-ouest située la plus au sud. C'est également la plus longue autoroute sans péage gérée par un seul organisme en Amérique du Nord. | 1959                 | [ 8 ]  |
| I-20      | Comtés de Reeves, Ward, Crane, Ector, Midland, Martin, Howard, Mitchell, Nolan, Taylor, Callahan, Eastland, Erath, Palo Pinto, Parker, Tarrant, Dallas, Kaufman, Van Zandt, Smith, Gregg et Harrison                                  | 636,1 miles (1,023.7 km) | L'I-20 commence à la sortie 186 de l'I-10 dans l'ouest du Texas et se dirige vers le nord-est. L'autoroute est un corridor est-ouest majeur du Dallas/Fort Worth Metroplex, les aires métropolitaines combinées de Dallas et de Fort Worth, où elle rencontre les autoroutes I-30, I-35W, I-35E et I-45. L'I-20 passe ensuite dans l'Est du Texas avant d'entrer en Louisiane à l'est de Marshall. | 1959                 | [ 10 ] |
| I-27      | Comtés de Lubbock, Hale, Swisher, Randall et Potter | 124,1 miles (199,8 km)   | L'I-27 commence sur la Loop 289 dans le sud de Lubbock et se dirige au nord vers la Texas Panhandle. Elle se termine à la sortie 70 de l'I-40 à Amarillo. | 1969                 | [ 12 ] |
| I-30      | Comtés de Parker, Tarrant, Dallas, Rockwall, Hunt, Hopkins, Franklin, Titus, Morris and Bowie | 223,7 miles (360,1 km)   | L'I-30 commence à la sortie 421 de l'I-20 dans la partie ouest du Dallas/Fort Worth Metroplex ; dans son trajet vers l'est elle rencontre l'I-35W, l'I-35E et l'I-45. Une fois le Metroplex quitté, l'autoroute se dirige vers le nord-est et entre dans l'Arkansas à Texarkana. | 1959                 | [ 14 ] |
| I-35      | Comtés de Webb, La Salle, Frio, Medina, Atascosa, Bexar, Guadalupe, Comal, Hays, Travis, Williamson, Bell, Falls, McLennan, Hill, Denton et Cooke                                                                                     | 407,2 miles (655,3 km)   | L'I-35 commence à la frontière entre les États-Unis et le Mexique à Laredo et va vers le nord et San Antonio. À San Antonio, elle rencontre l'I-10 et l'I-37 en direction d'Austin, la capitale de l'état. Au nord de Hillsboro, elle se sépare en deux branches : l'I-35W qui rejoint Fort Worth et l'I-35E qui rejoint Dallas. Les deux branches se rejoignent à Denton et l'I-35 entre dans l'Oklahoma au nord de Gainesville,.                                                                                                | 1959                 | [ 17 ] |
| I-35E     | Comtés de Hill, Ellis, Dallas et Denton | 96,8 miles (155,7 km)    | L'I-35E est une branche est de l'I-35 d'Hillsboro à Denton ; elle passe par Dallas, où elle rencontre l'I-20 et l'I-30. | 1959                 | [ 19 ] |
| I-35W     | Comtés de Hill, Johnson, Tarrant and Denton | 85,2 miles (137,1 km)    | L'I-35W est la branche ouest de l'I-35 de Hillsboro à Denton ; elle passe par Fort Worth, où elle croise l'I-20 et l'I-30. | 1959                 | [ 21 ] |
| I-37      | Comtés de Nueces, San Patricio, Live Oak, Atascosa and Bexar | 143,0 miles (230,1 km)   | L'I-37 commence à Corpus Christi près de la côte du Golfe et continue au nord-nord-ouest. Elle rencontre l'I-10 avant sa fin sur l'I-35 à San Antonio. | 1959                 | [ 23 ] |
| I-40      | Comtés de Deaf Smith, Oldham, Potter, Carson, Gray, Donley et Wheeler | 177,1 miles (285,0 km)   | L'I-40 traverse la Texas Panhandle du Nouveau-Mexique jusqu'à l'Oklahoma ; elle croise l'I-27 à Amarillo. L'alignement de l'I-40 est l'alignement approximatif de l'ancienne U.S. Highway 66 (US 66). | 1959                 | [ 25 ] |
| I-44      | Comté de Wichita | 14,8 miles (23,8 km)     | L'I-44 commence à Wichita Falls et se dirige au nord vers l'Oklahoma. | 1982                 | [ 27 ] |
| I-45      | Comtés de Galveston, Harris, Montgomery, Walker, Madison, Leon, Freestone, Navarro, Ellis et Dallas | 284,9 miles (458,5 km)   | L'I-45 commence à Galveston sur la côte du Golfe et continue vers le nord, croisant l'I-10 à Houston. Elle passe dans l'est du Texas et croise l'I-20 avant de s'arrêter à la sortie 46 sur l'I-30 à Dallas. | 1959                 | [ 29 ] |

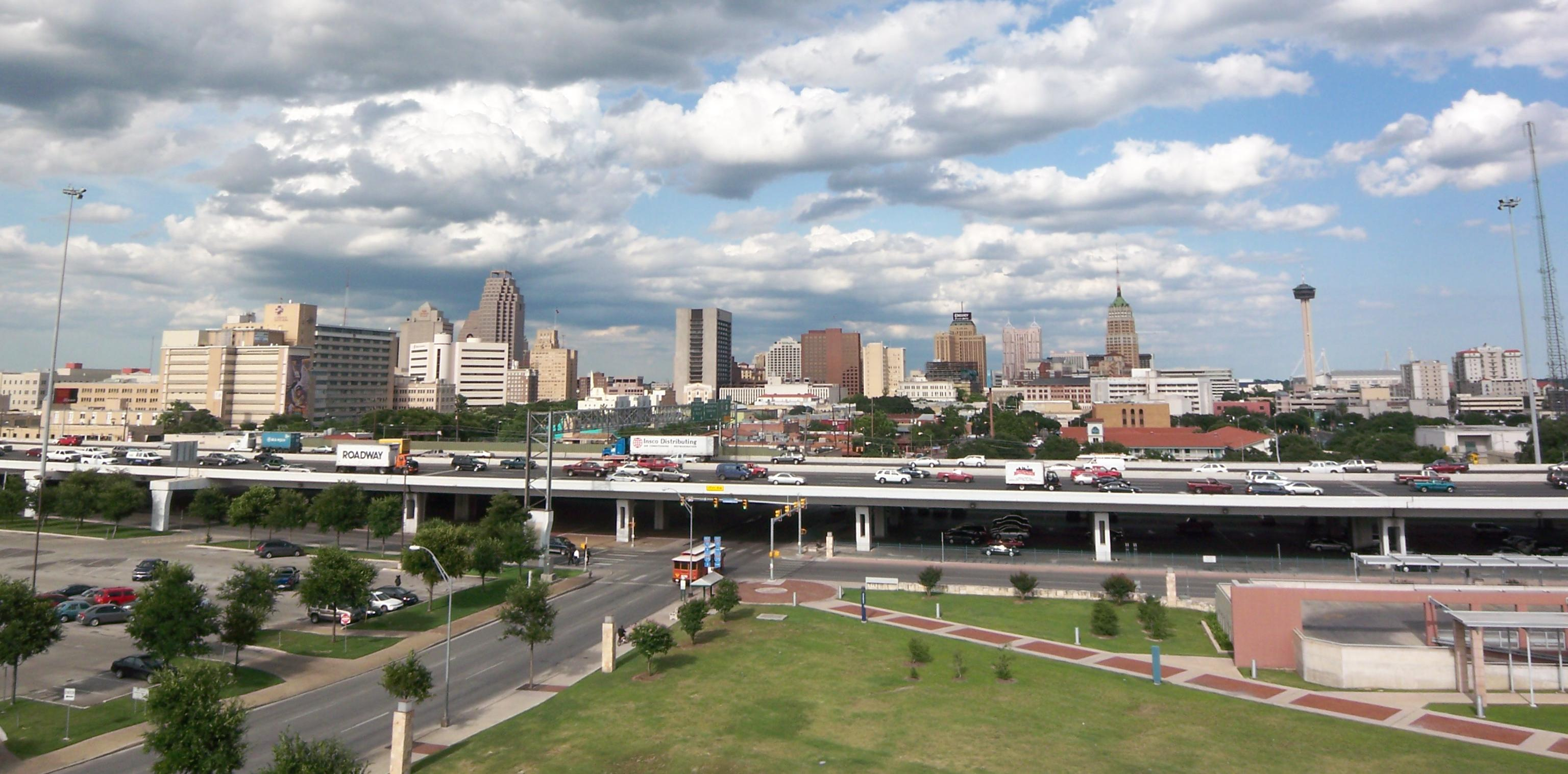
L'I-10 et l'I-35 partagent le même tracé sur cette portion d'autoroute surélevée à Downtown San Antonio.
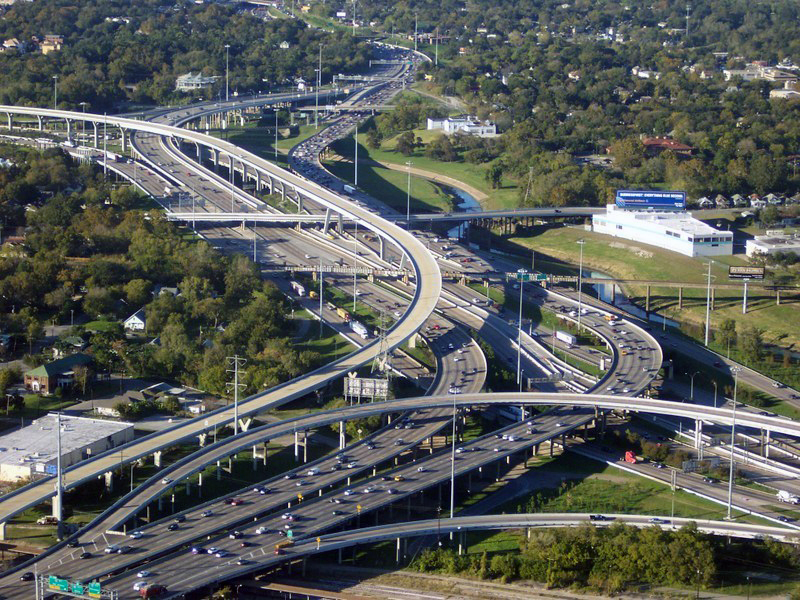
L'I-10 et l'I-45 près de Downtown Houston.
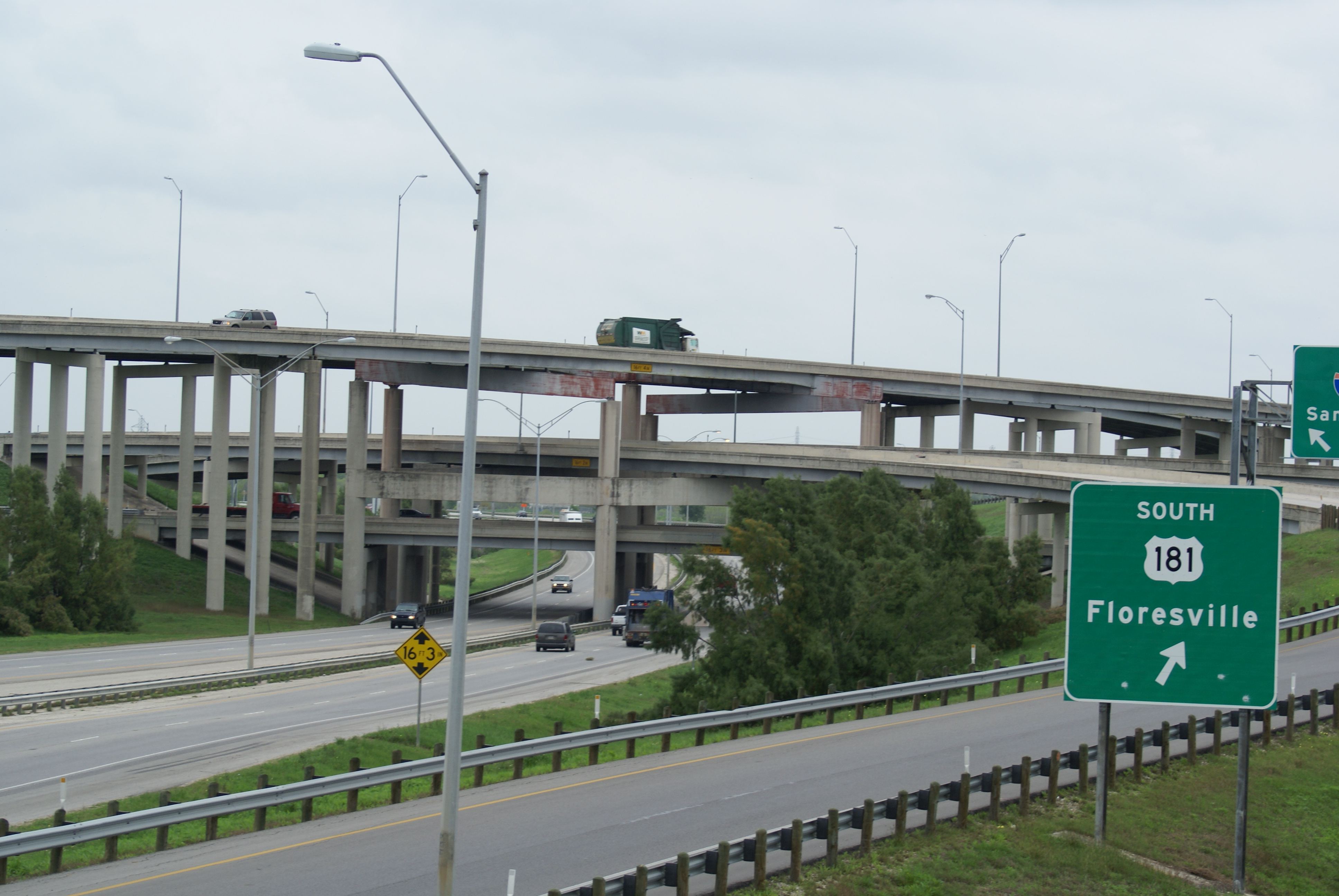
L'échangeur entre l'I-37 et l'I-410 dans le sud-est de San Antonio.
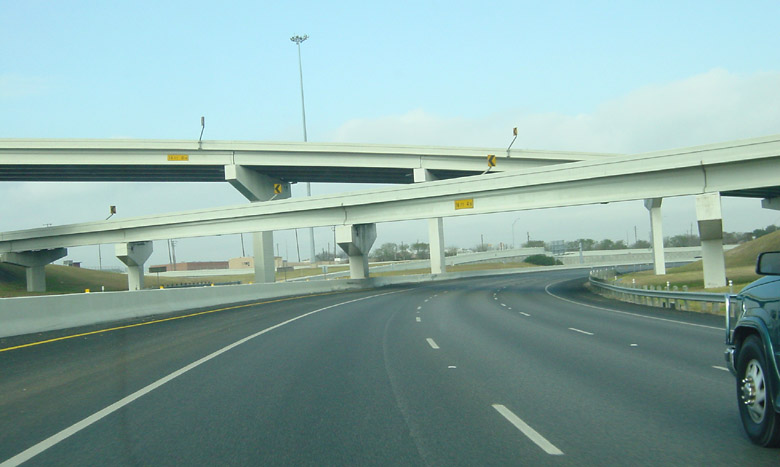
L'échangeur entre l'I-37 et la US 77.

## Autoroutes inter-États auxiliaires
| Autoroute | Lieux traversés                | Longueur              | Description | Date (établissement) | Notes  |
| --------- | ------------------------------ | --------------------- | --- | -------------------- | ------ |
| I-110     | Comté d'El Paso                | 0,9 milles (1,4 km)   | L'I-110 est un embranchement de l'I-10 à partir de sa sortie 22B à El Paso. Elle relie l'I-10 au Bridge of the Americas, le point d'entrée de Ciudad Juárez, Mexique.                                                                        | 1967                 | [ 31 ] |
| I-345     | Dallas                         | 1,4 milles (2,3 km)   | L'I-345 est un embranchement commençant au terminus nord de l'I-45. C'est une continuation de l'I-45 ; et l'I-345 elle-même est suivie après son terminus nord par l'US 75. L'autoroute connecte l'I-45 à la Spur 366 et à l'US 75 à Dallas. | 1964                 | [ 33 ] |
| I-410     | Comté de Bexar                 | 49,5 milles (79,7 km) | L'I-410, aussi connue sous le nom de John Connally Loop, est une bretelle de l'I-10 autour de San Antonio. Elle rencontre l'I-35 et l'I-37.                                                                                                  | 1959                 | [ 35 ] |
| I-610     | Comté de Harris                | 38,0 milles (61,2 km) | L'I-610 est une bretelle de l'I-10 autour de la ville de Houston. Elle a aussi un croisement avec l'I-45. | 1959                 | [ 37 ] |
| I-635     | Comtés de Dallas et de Tarrant | 37,0 milles (59,5 km) | L'I-635, aussi connue sous le nom de Lyndon B. Johnson Freeway, est une bretelle de l'I-35E qui constitue une rocade partielle de Dallas ; elle a des connexions avec l'I-20, l'I-30, et l'I-45.                                             | 1959                 | [ 39 ] |
| I-820     | Comté de Tarrant               | 35,2 milles (56,6 km) | I-820, aussi connue sous le nom de Jim Wright Freeway, est une bretelle de l'I-20 qui constitue les arcs ouest, north et est de la rocade de Fort Worth (l'I-20 en forme l'arc sud). L'I-820 croise également l'I-30 et l'I-35W.             | 1959                 | [ 41 ] |

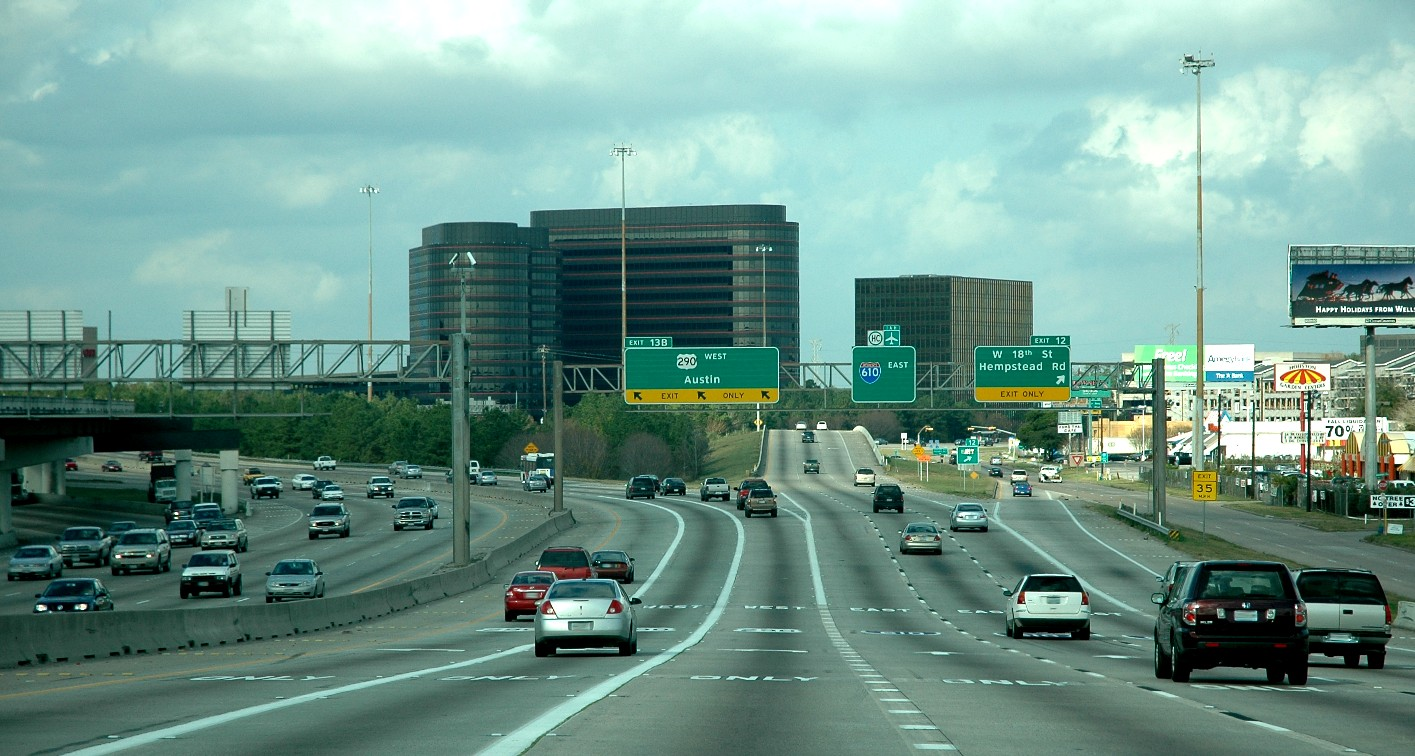
L'I-610 et la US 290 à Houston.
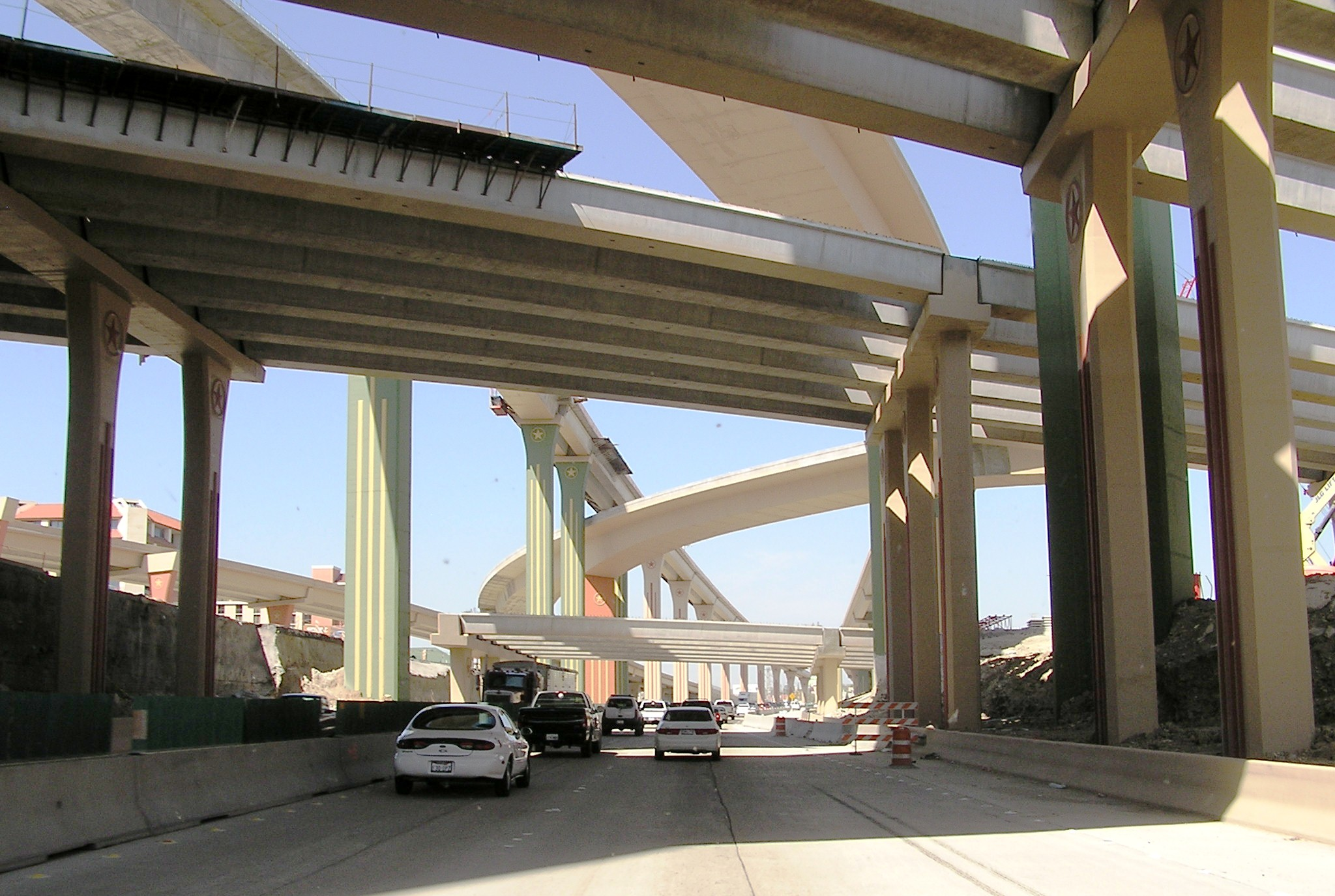
Le High Five Interchange sur l'I-635 et la US 75 à Dallas.